# Flesh-n-Bone
Stanley Howse, mais conhecido como Flesh-n-Bone (nascido em 10 de junho de 1973, Cleveland), é um rapper americano conhecido como membro do grupo de rap Bone Thugs-n-Harmony. Ele é o irmão mais velho de Layzie Bone, e primo de Wish Bone.